# Joseph Staten
Joseph Michael Staten é um diretor de criação e escritor americano mais conhecido por seu trabalho no estúdio de jogos eletrônicos Bungie.
Na Bungie, Staten atuou como diretor narrativo, diretor de criação e escritor para os jogos do estúdio, incluindo a série Halo; ele projetava, criava o design, e escrevia todo o roteiro dos jogos. Ele também esteve envolvido no gerenciamento da expansão da franquia Halo para outros estúdios e produtores de jogos, incluindo a Wingnut Interactive, de Peter Jackson. Apesar de não ser um autor com publicações anteriores, a Tor Books se aproximou de Staten para escrever a quinta romantização de Halo, Halo: Contact Harvest. Lançado em 2007, o romance alcançou a terceira posição na lista de best-sellers do The New York Times na primeira semana de seu lançamento e recebeu críticas positivas. Staten voltou ao Xbox Game Studios como diretor de criação de criação em 9 de janeiro de 2014.

## Trabalhos
| Ano  | Título                                | Crédito                                                          |
| ---- | ------------------------------------- | ---------------------------------------------------------------- |
| 1999 | Myth II: Soulblighter                 | Produtor                                                         |
| 2001 | Oni                                   | Designer                                                         |
| 2001 | Halo: Combat Evolved                  | Escritor; Diretor de cinemáticas                                 |
| 2004 | Halo 2                                | Escritor; Diretor de cinemáticas                                 |
| 2007 | Halo 3                                | Diretor de narrativa; Diretor de cinemáticas                     |
| 2009 | Halo Wars                             | Escritor; Agradecimentos adicionais                              |
| 2009 | Halo 3: ODST                          | Diretor de criação; Escritor                                     |
| 2010 | Halo: Reach                           | Diretor de criação; Escritor                                     |
| 2014 | Halo: The Master Chief Collection     | Diretor de criação; Diretor de narrativa; Diretor de cinemáticas |
| 2014 | Destiny                               | Diretor de narrativa; Escritor; Projetista-chefe                 |
| 2014 | Sunset Overdrive                      | Diretor de criação                                               |
| 2016 | Quantum Break                         | Diretor de criação                                               |
| 2016 | ReCore                                | Diretor de criação                                               |
| 2016 | Killer Instinct                       | Chefe de design da narrativa                                     |
| 2017 | Super Lucky's Tale                    | Diretor de criação                                               |
| 2017 | Rise of Nations: Extended Edition     | Diretor de criação                                               |
| 2018 | Age of Empires: Definitive Edition    | Diretor de criação                                               |
| 2018 | State of Decay 2                      | Diretor de criação                                               |
| 2019 | Age of Empires II: Definitive Edition | Diretor de criação                                               |
| 2019 | Crackdown 3                           | Diretor de criação                                               |
| 2020 | Tell Me Why                           | Diretor de criação                                               |
| 2020 | Microsoft Flight Simulator            | Diretor de criação                                               |
| 2020 | Ori and the Will of the Wisps         | Agradecimentos especiais                                         |
| 2021 | Halo Infinite                         | Diretor de criação                                               |

## Infância e educação
Joseph Staten é filho de um ministro que é professor de teologia e filosofia da religião. Ele nasceu em São Francisco, Califórnia. Staten entrou na Universidade do Noroeste em 1990 com a aspiração de se tornar um ator profissional. Percebendo que ele não era o principal protagonista, ele mudou seu foco para outras disciplinas e se formou em Bacharel em Ciências da Comunicação e Estudos Internacionais em 1994. Staten também estudou na Universidade de Chicago, onde recebeu um Master of Arts licenciatura em relações internacionais em 1997.
Depois de ser rejeitado para um emprego na CIA, Staten abandonou a ideia de ingressar no serviço externo e, em vez disso, ajudou sua família em sua vinícola em Sonoma Valley. Ele trabalhou em vários empregos antes de se tornar membro da equipe da desenvolvedora de jogos Bungie em 1998, depois de conhecer alguns dos desenvolvedores em partidas online de Myth.

## Bungie
O antigo papel de Staten na Bungie era diretor de criação, escritor e também responsável pelas cutscenes de Halo: Combat Evolved, Halo 2, Halo 3, Halo 3: ODST e Halo: Reach. O trabalho nos jogos em "crunch time" envolvia semanas de 80 horas e alongamentos sem dormir chegando até às 72 horas. Staten trabalhou ao lado de três outros escritores da equipe da Bungie, cada um com seu próprio papel separado: Frank O'Connor desenvolveu o diálogo de combate em Halo 3, Rob McLees focado no cânon de Halo e trabalhar com parceiros de licenciamento, Luke Smith interagia com os fãs online, e Staten desenvolvia os roteiros cinematográficos e de missões. Staten disse em uma entrevista que considerava um desafio escrever para os jogos, já que "os atiradores em primeira pessoa [são] tudo sobre escrever 'entre as balas'" - relacionando informações da trama aos jogadores entre as sequências de ação. "Você precisa ser eficiente e inteligente para dar aos jogadores a história - o contexto - que eles precisam. Mas você não quer forçar demais ou eles a rejeitarão." Durante seu trabalho nos jogos, ele leu obras de ficção científica de Iain Banks, Robert A. Heinlein e Vernor Vinge. Além de suas contribuições para a escrita, Staten empresta sua voz a pequenos alienígenas conhecidos como Grunts nos três primeiros jogos da franquia.
Embora os romances anteriores de Halo tenham sido escritos por escritores profissionais como Eric Nylund e William C. Dietz, a editora Tor Books escolheu Staten para escrever a quinta novelização de Halo, intitulada Halo: Contact Harvest. O editor Eric Raab disse no comunicado de imprensa sobre o livro que "quem melhor para contar a história" do encontro da humanidade com os Covenant, a aliança alienígena antagônica que Staten, que tinha "conhecimento íntimo" da história da série. O romance é uma peça do conjunto, com a ação sendo narrada do ponto de vista humano e alienígena; o trabalho dos autores de ficção científica favoritos de Staten ajudou a ensiná-lo a importância de aperfeiçoar uma "voz forte e consistente". Staten descobriu que escrever ação convincente envolvia desacelerar as coisas, paradoxalmente o oposto da jogabilidade acelerada de um título de Halo. Ele considerou o livro a maneira perfeita de elaborar a história de Halo sem retirá-lo para um videogame, e aprofundar o personagem de Avery Johnson mais do que os jogos haviam permitido.

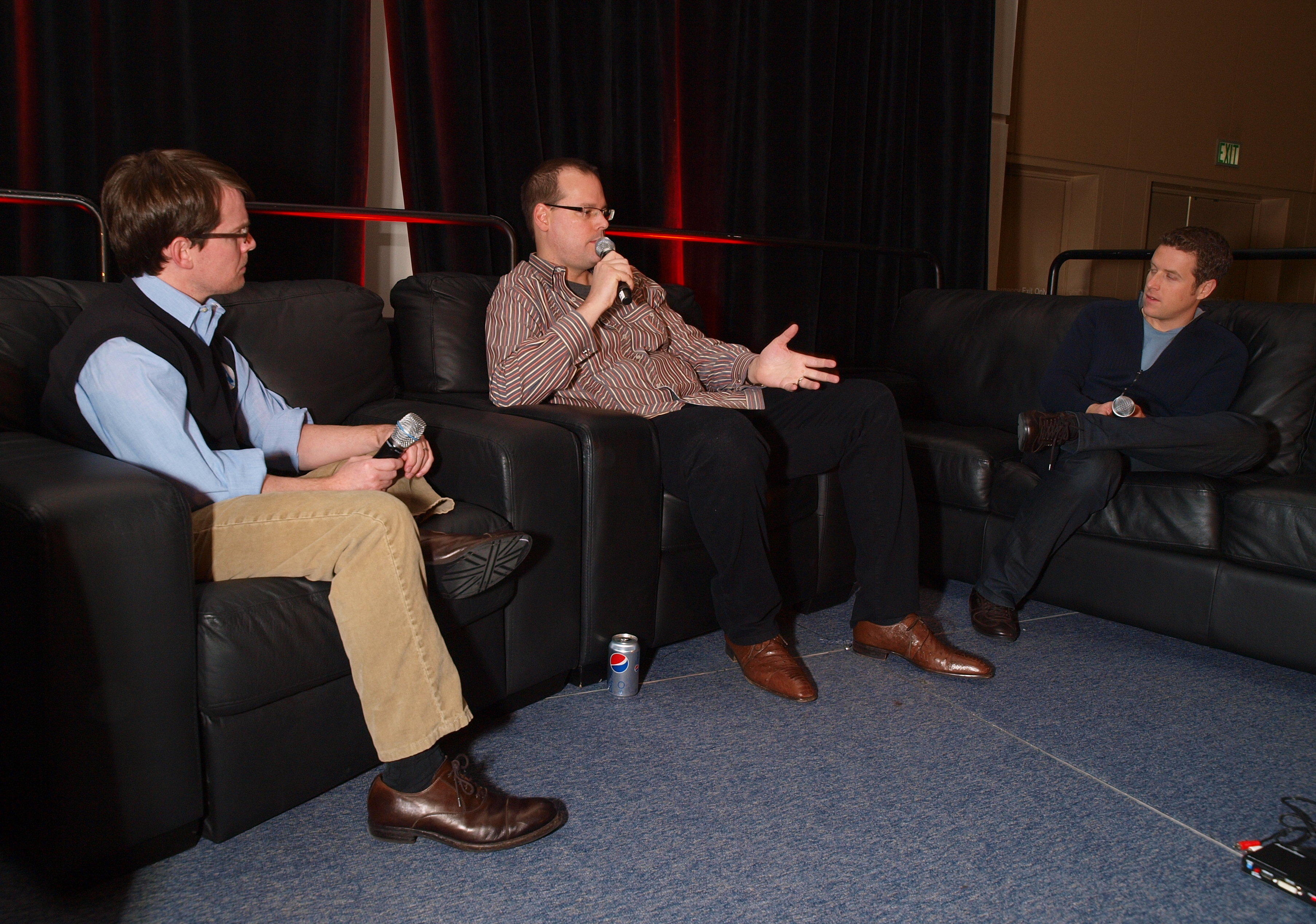
Staten (à esquerda) discute a criação de franquias de jogos na Game Developers Conference de 2010.

No lançamento, o Contact Harvest alcançou o primeiro lugar na lista dos mais vendidos do New York Times, onde permaneceu por quatro semanas. O romance também apareceu na lista de best-sellers do USA Today ao mesmo tempo. Os analistas notaram que, apesar de ser um escritor não comprovado, Staten conseguiu criar um excelente romance. O sucesso do romance foi considerado uma evidência de que os jogos estavam entrando no mainstream e que o gênero estava se tornando cada vez mais sobre a história.
Após o lançamento de Contact Harvest, Staten desempenhou um papel importante no desenvolvimento de ramificações da franquia Halo. Ele viajou para a Nova Zelândia várias vezes para trabalhar com Peter Jackson e Weta Workshop. Staten ajudou na ficção do título do Ensemble Studios, Halo Wars, e no concelado filme Halo. Em entrevistas, Staten explicou que o protagonista do jogo, o Master Chief, serviria como personagem de apoio, e não em quem o filme se concentraria. Ele trabalhou no desenvolvimento de histórias para a expansão do Halo 3, Halo 3: ODST. Staten forneceu as vozes para vários personagens como áudio de espaço reservado durante o teste representacional do jogo em dezembro de 2008. Staten estava trabalhando pela última vez para a Bungie como escritor e diretor de design de Destiny. Em 24 de setembro de 2013, a Bungie anunciou que Staten havia deixado a empresa para perseguir novos desafios criativos.

## Microsoft
Staten voltou à Microsoft Studios (agora conhecido como Xbox Game Studios) como diretor criativo sênior em 9 de janeiro de 2014. Em 12 de março de 2015, o site oficial da 343 Industries publicou uma postagem no blog detalhando uma lista dos próximos romances de Halo. Um dos romances listados é Halo: Shadow of Intent, de autoria de Joseph Staten e lançado em 7 de dezembro de 2015. Ele é o principal escritor de ReCore da Microsoft, lançado em 13 de setembro de 2016.
Em 26 de agosto de 2020, a 343 Industries anunciou que Staten se juntou à equipe como líder do projeto de campanha de Halo Infinite.

## Vida pessoal
Staten é casado e tem dois filhos. Em 18 de junho de 2011, ele deu o endereço de convocação para a turma de 2011 da Escola de Comunicação da Universidade do Noroeste.

## Livros

### Halo
- Contact Harvest (2007)
- Shadow of Intent (2015)